# Mine de Prezydent
La mine de Prezydent est une mine souterraine de charbon située en Pologne.